# Audiobus
Audiobus (również spotykany zapis: audio bus; skrót od łac. audio - słuchać i ang. bus - autobus) – określenie wykorzystywane do opisu autobusów wyposażonych w urządzenia do odtwarzania, rejestracji lub pomiarów dźwięku.

## Historia
Pojawienie się audiobusów wiąże się bezpośrednio z rozwojem usług turystycznych. Pierwsi operatorzy umożliwiający podróże autobusami pojawili się w Ameryce Północnej na początku XX-wieku. Wówczas to pomysłowi przedsiębiorcy modyfikowali ciężarówki tak by pozwalały na zwiedzanie dużych amerykańskich miast. Jeden z największych operatorów usług turystycznych - firma Gray Line - rozpoczęła swoją działalność już w 1910 roku.
Rozwój w tej dziedzinie zauważono tylko w czasie drugiej wojny światowej, kiedy to wiele z osób nie mogło sobie pozwolić na podróże turystyczne. W okresie powojennym wraz z rozbudową dróg krajowych zwiększał się dostęp do turystyki autobusowej. Nowe modele autobusów dalekobieżnych wyposażano w panoramiczne okna, przeszklone dachy, toalety, klimatyzację oraz odtwarzacze audio-video.
Istnieją również turystyczne autobusy miejskie. Jedną z ich form są autobusy piętrowe służące do obwożenia turystów po dużych miastach. Ich największym światowym operatorem jest wywodząca się z Wielkiej Brytanii sieć The City Sightseeing założona w 1972 przez Ensignbus - firmę handlującą autobusami i świadczącą usługi komunikacji miejskiej w Esseksie. Znakiem rozpoznawczym sieci jest czerwony kolor karoserii autobusów. Inną formę stanowią turystyczne trolejbusy rozpowszechnione głównie w dużych miastach Stanów Zjednoczonych. Pojazdy te kursują regularnie według tych samych tras, których odwiedziny przez turystów stały się tradycją, zostały uznane za sprawdzone i najbardziej popularne. Turystyczne trolejbusy konstruowane na podobieństwo starych autobusów i tramwajów stanowią jedną z cech San Francisco.
Mianem audiobusów nazywane są głównie specjalistyczne autobusy turystyczne wyposażone w specjalny system odtwarzania uprzednio nagranego komentarza dźwiękowego. W ten sposób turyści i mieszkańcy miast mogą zwiedzać je bez konieczności korzystania z pomocy przewodnika turystycznego lub pilota wycieczki. Bardziej rozbudowane audiobusy są też wyposażone w sprzęt nagraniowy, dynamiczne oświetlenie i inne akcesoria. 

## Audiobusy w Polsce
Przypuszczalnie pierwszym zastosowaniem koncepcji audiobusów w Polsce była "Akcja Audiobus". Projekt ten pod patronatem Ambasady Królestwa Danii w Polsce oraz Instytutu Medycyny Pracy im. Prof. J. Nofera w Łodzi zrealizowała w 2001 roku firma Widex Polska - oddział duńskiego producenta aparatów słuchowych. Audiobus nie miał celów turystycznych - specjalnie wyposażony samochód był gabinetem służącym do badania słuchu. Według danych organizatorów do końca projektu - 30 października 2003 roku pojazd przejechał 85 tysięcy kilometrów i pozwolił na badania przesiewowe]
Z okazji Światowego Dnia Książki w 2010 roku w Warszawie w 30 autobusach komunikacji miejskiej odtwarzano fragmenty wybranych powieści polskich i zagranicznych autorów, które zostały uprzednio wydane w formie audiobooków. Organizatorami akcji były Nokia, audioteka.pl i Zarząd Transportu Miejskiego w Warszawie.

## Białostocki Audiobus
Na początku 2011 roku z inicjatywy grupy doktorantów i studentów Uniwersytetu w Białymstoku – wolontariuszy Fundacji Uniwersytetu w Białymstoku opublikowano przewodnik, mapy i nagrania dla dwóch najdłuższych białostockich linii autobusowych - numer 2 i 10. "Białostocki Audiobus" umożliwia odsłuchiwanie specjalnych nagrań opisujących mijane atrakcje oraz skojarzone z nimi wydarzenia i osoby. Autorzy zakładają, że linie autobusowe mogą być szlakami turystycznymi a audiobusami mogą być dowolne autobusy komunikacji miejskiej, których pasażerowie podczas jazdy będą odsłuchiwać kolejne pliki dźwiękowe z informacją krajoznawczą za pomocą np. odtwarzacza mp3 lub telefonu komórkowego.

### Punkty na trasie linii numer 2
Osiedle Nowe Miasto - Cerkiew św. Wielkiego Męczennika Jerzego - Parafia pw. NMP Matki Kościoła w Białymstoku - Stare tunele - Tunel im. gen. Augusta Emila Fieldorfa „Nila" - Centrum Kultury Muzułmańskiej - Osiedle Marczuk - Hotel Turkus - Dworzec PKP - Ulica Lipowa - Pałacyk Nowika - Cerkiew św. Mikołaja - Pomnik Ludwika Zamenhofa - Ulica Malmeda - Rzeka Biała - Pałacyk Tryllingów - Pałacyk Lurie (Cytronów) - Kościół św. Wojciecha - Pałac Trębickiego - Muzeum archidiecezjalne - Bazyliszek (rzeźba) - Kamienica Vossów - Kościół pw. Ducha Świętego - Fabryka Nowika - Granica między Koroną a Litwą - Ulica Nowowarszawska - Pałac i fabryka Hasbacha - Stawy Dojlidzkie - Kościół w Dojlidach - Pałac Lubomirskich - Browar Dojlidy - Cerkiew św. proroka Eliasza

### Punkty na trasie linii numer 10
Dworzec PKP - Urząd pocztowy (ul. Kolejowa) - Madro - Hotel Turkus - Rzeźba „Koła" - Pomnik 1 Pułku Piechoty Legionów - Ulica Broniewskiego - Rzeźba „Kompozycja", plac R. Dmowskiego - Zespół Osiedli Robotniczych - Kościół św. Rocha - Pałacyk Nowika - Cerkiew św. Mikołaja - Park Centralny - Pomnik Bohaterów Ziemi Białostockiej - Opera - Białostocki Teatr Lalek - Dom Partii - Ulica Marii Skłodowskiej-Curie - Rektorat Uniwersytetu w Białymstoku - Filharmonia - Szkoła muzyczna - Park Konstytucji 3 Maja - Pomnik 42 Pułku Piechoty - Pomnik ofiar Katynia, Miednoje i Charkowa - Cmentarz wojskowy przy ulicy 11 Listopada - Rezerwat „Las Zwierzyniecki" - Polskie Radio Białystok - Osiedle Tysiąclecia - Politechnika - Hala sportowa Politechniki - Juwenalia - Akademiki - Radio Akadera - Wydział Pedagogiki i Psychologii Uniwersytetu w Białymstoku - Instytut Biologii Uniwersytetu w Białymstoku - Muzeum Przyrodnicze im. Andrzeja Myrchy - Osiedle Nowe Miasto - Uniwersytet Muzyczny - Tereny Wystawowe, bazar przy ulicy Kawaleryjskiej - Herb Białegostoku - Kościół św. Stanisława - Jednostka wojskowa - Dom misyjny księży Werbistów i kaplica Matki Bożej Ostrobramskiej - Kleosin - Ignatki-Osiedle - Horodniany - Księżyno

### Istotne postacie historyczne
"Białostocki Audiobus" wskazuje następujące ważne dla rozwoju miasta Białystok osoby:
- Witold Antonowicz - poseł na Sejm w latach 1938-1939, działacz społeczny i samorządowy
- Jacek Bromski - reżyser filmowy
- Stanisław Bukowski - architekt
- Szmuel Cytron - fabrykant, fundator synagogi, pierwotny właściciel pałacyku przy ul. Warszawskiej 37
- Stanisław Dubois - działacz polityczny, publicysta
- Marian Giemuła - rzeźbiarz
- Jerzy Grygorczuk - rzeźbiarz
- Erwin Hasbach - fabrykant
- Stanisław Horno-Popławski - rzeźbiarz
- Leon Kulikowski - architekt
- Jerzy Maksymiuk - dyrygent
- Icchok Malmed - bohater białostockiego getta
- Grzegorz Misijuk
- Tomasz Miśkiewicz - mufti Muzułmańskiego Związku Religijnego w Rzeczypospolitej Polskiej
- Andrzej Myrcha - biolog, badacz przyrody Arktyki i Ameryki Łacińskiej
- Marcin Nałęcz-Niesiołowski - dyrygent
- Marian Naumowicz - architekt
- Chaim Nowik - fabrykant, pierwotny właściciel pałacyku przy ul. Lipowa 35
- Wincenty Rzymowski - polityk polski, minister spraw zagranicznych oraz kultury i sztuki
- Albin Sokołowski - rzeźbiarz
- Helena i Chaim Tryllingowie - fabrykanci, pierwotni właściciele zabytkowego pałacyku przy ul. Warszawskiej 7
- ojciec Stefan Tarasiuk - założyciel Domu misyjnego Św. Kazimierza w Kleosinie
- Ludwik Zamenhof - twórca języka esperanto